# Cotylosoma godeffroyi
Cotylosoma godeffroyi är en insektsart som först beskrevs av Ludwig Redtenbacher 1908.  Cotylosoma godeffroyi ingår i släktet Cotylosoma och familjen Phasmatidae. Inga underarter finns listade i Catalogue of Life.